# Silvester de Everdon
Silvester de Everdon (... – Northampton, 13 maggio 1254) è stato un vescovo cattolico inglese.
Fu Lord Cancelliere di Inghilterra e vescovo di Carlisle.

## Biografia
Everdon proveniva dal villaggio di Everdon, vicino a Daventry, nel Northamptonshire, ma, oltre al fatto che era imparentato con una famiglia importante di Thorp, non si sa altro della sua genealogia.
Fu sacerdote nel Northamptonshire dal 1219. Nel 1229 entrò al servizio di Ralph Neville, che era vescovo di Chichester e Lord Cancelliere, come impiegato della cancelleria e proseguì in tale mansione fino alla sua elezione a vescovo di Carlisle.
Nel 1244, Everdon divenne lord cancelliere, incarico che mantenne fino al 1246.
Nel 1245, divenne arcidiacono di Chester.
Verso il 1º settembre 1246, fu eletto alla sede di Carlisle, ma non accettò la nomina; probabilmente, non accettò la nomina a causa delle preoccupazioni per essere stato ricompensato con un ufficio clericale per il lavoro secolare svolto.
Sembra che re Enrico III d'Inghilterra abbia poi persuaso Everdon che l'elezione fosse canonica, cosicché poté essere rieletto nel novembre 1246, elezione che egli accettò.
In precedenza, Matthew Paris aveva descritto Silvester come "l'impiegato fedele del Re, caro e riservato, che ottenne il primo posto nella cancelleria, dove lo aveva servito saggiamente" e sicuramente Enrico possedeva la capacità di persuadere Silvester ad accettare l'episcopato.
Fu quindi consacrato il 13 ottobre 1247.
Durante il periodo del suo episcopato, si operò per dirimere una disputa di lunga durata riguardante le finanze della sede episcopale, che era sorta tra il Vescovo e i canonici.
Servì anche come giudice reale e partecipò alle sedute del Parlamento.
Morì il 13 maggio 1254 a seguito di una caduta da cavallo nei pressi di Northampton, mentre era in cammino verso la corte reale.
Everdon è sepolto nella Chiesa del Tempio a Londra.